# Rhoscolyn

Rhoscolyn es un pueblo situado en Anglesey, al norte de Gales. Se encuentra cerca de la playa de Borthwen.
Posee un pub y una playa pública de arena con acceso algo difícil. Hay bastantes lugares para alojarse: hoteles, casas de campo o alojamientos de media pensión, entre otros.

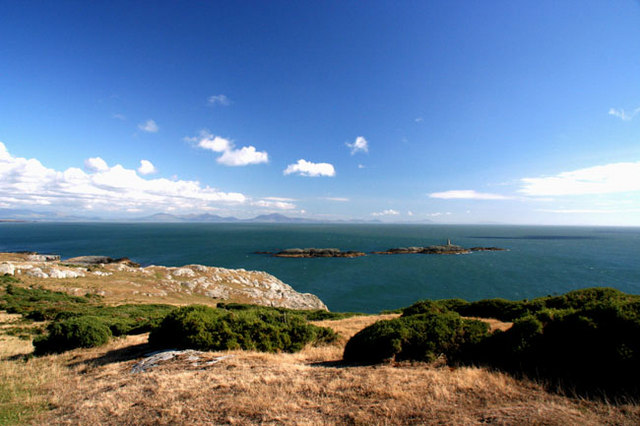
la costa de Gales desde Rhoscolyn